# Oskarżony: Czerwiec pięćdziesiąt sześć
Oskarżony: Czerwiec pięćdziesiąt sześć – spektakl teatralny w reżyserii Izabeli Cywińskiej i Janusza Michałowskiego z 1981 (premiera odbyła się 20 czerwca 1981).
Scenariusz napisali Izabela Cywińska i Włodzimierz Braniecki. Za scenografię odpowiadał Michał Kowarski, a za kierownictwo muzyczne Andrzej Lajborek. Obsada spektaklu premierowego, to m.in.: Wiesław Komasa (Stanisław Jaworek, oskarżony), Lech Łotocki (Jan Suwart, oskarżony), Zbigniew Grochal (sędzia), Edmund Pietryk, Rajmund Jakubowicz, Wojciech Standełło (prokuratorzy), Tadeusz Drzewiecki (obrońca), Marian Pogasz (adwokat Michał Grzegorzewicz), Janusz Michałowski (adwokat Stanisław Hejmowski), Bolesław Idziak (robotnik Stanisław Matyja), Sława Kwaśniewska (Helena Jaworek) i Andrzej Saar (Jan Strzałkowski). 
Dzieło powstało na podstawie relacji świadków i protokołów sądowych z procesów uczestników Poznańskiego Czerwca w 1956. W narrację wmontowano nagrania radiowe, materiały prasowe, fragmenty przemówień politycznych z tych wydarzeń, relacje bezpośrednich świadków oraz wiersze Stanisława Barańczaka, Zbigniewa Herberta i Antoniego Pawlaka.